# Antoni Snopczyński
Antoni Snopczyński (ur. 11 maja 1896 w Jasieńcu, zm. 5 sierpnia 1944 w Warszawie) – polski murarz, działacz rzemieślniczy i kombatancki, poseł na Sejm II, III i IV kadencji w II Rzeczypospolitej.

## Życiorys
Uczył się w Warszawie i uzyskał zawód technika budowlanego. Później został cechowym mistrzem murarskim.
W czasie I wojny światowej służył od 1915 roku jako oficer w armii rosyjskiej. Po 1917 roku przyłączył się do Związku Wojskowych Polaków, w końcu grudnia 1917 roku brał udział w opanowaniu twierdzy i miasta Bobrujska. Służył w I Korpusie Wschodnim.
W latach 1918–1919 uczył się na Kursie Wyższej Administracji Państwa przy Uniwersytecie Warszawskim. W listopadzie 1918 roku uczestniczył w rozbrajaniu Niemców w Warszawie. Wstąpił wtedy do Wojska Polskiego, został zdemobilizowany w listopadzie 1921 roku jako inwalida. 
W dwudziestoleciu międzywojennym działał w organizacjach rzemieślniczych i inwalidzkich. Był m.in.: prezesem Rady Związkowej Kupców Tytoniowych (1926–1929), prezesem Rady Głównej Związku Inwalidów Wojennych RP (1929–1930), członkiem prezydium Rady Naczelnej Rzemiosła Polskiego, Rady Izb Rzemieślniczych RP, a następnie Związku Izb Rzemieślniczych. W 1933 roku został prezesem zarządu tego związku. Od 1930 roku był prezesem Izby Rzemieślniczej w Warszawie. W grudniu 1934 roku stanął na czele Związku Związków Rzemieślników Chrześcijańskich RP.
Politycznie był związany z BBWR.
W wyborach parlamentarnych w 1928 roku został wybrany posłem na Sejm II kadencji (1928–1930) z listy państwowej z ramienia (BBWR) jako reprezentant stanu średniego (był członkiem prezydium Rady Naczelnej Zjednoczenia Stanu Średniego).
W wyborach parlamentarnych w 1930 roku został ponownie wybrany posłem na Sejm III kadencji (1930–1935) z listy nr 1 z okręgu nr 1 (Warszawa). W kadencji tej był przewodniczącym komisji opieki społecznej i inwalidztwa.
W wyborach parlamentarnych w 1935 roku został znów wybrany posłem na Sejm IV kadencji (1935–1938) 14 310 głosami z okręgu nr 1, obejmującego obwody I, II, XII i XXVI Warszawy. Był zastępcą członka komisji budżetowej.
Był jednym z 12 zakładników wskazanych Niemcom zgodnie z aktem kapitulacji miasta z 28 września 1939 w celu zabezpieczenia spokoju w mieście. Po zwolnieniu należał do sekcji murarskiej warszawskiego Cechu Murarzy, Brukarzy, Kamieniarzy, Rzeźbiarzy, Studniarzy i Sztukatorów, w którym był członkiem zarządu.
Został rozstrzelany przez Niemców w czasie powstania warszawskiego.

## Odznaczenia
- Złoty Krzyż Zasługi (3 grudnia 1930)[4],
- Medal Niepodległości (20 grudnia 1932)[5],
- Krzyż na Śląskiej Wstędze Waleczności i Zasługi,
- Allied Victory Medal.

oraz odznaki honorowe za zasługi przy organizowaniu Wojska Polskiego w Rosji w latach 1914–1919 i za ratowanie mienia i zabytków polskich w Rosji.